# Lo scricchiolio delle ossa
Lo scricchiolio delle ossa (tradotto anche come Un rumore d'ossa) è un racconto breve scritto da R. E. Howard appartenente al ciclo di Solomon Kane.

## Storia editoriale
Il racconto è stato proposto nel 1928 e pubblicato su Weird Tales nel giugno 1929. Oltre alla versione definitiva pubblicata sulla rivista esiste anche una bozza antecedente resa pubblica dalla REH Foundation nella primavera del 2007 all'interno del primo numero della sua newsletter. Howard riscrisse le ultime due pagine delle sette originali e cambiò il finale.  
Come scritto in una lettera a Tevis Clyde Smith, Howard guadagnò venti dollari dalla vendita del racconto:
Solomon Kane, bandits, maniacs, ghostly vengeance as usual»
Contrariamente ad altri racconti dedicati allo spadaccino puritano, questo non ha mai subito cambiamenti al testo originale in nessuna delle edizioni in cui è stata pubblicata. In Italia è stato pubblicato per la prima volta nel Settembre 1979 con il titolo "Un rumore d'ossa" all'interno del secondo volume della collana Il Libro d'Oro della Fantascienza edita da Fanucci editore, traduzione ad opera di Roberta Rambelli.

## Trama
Solomon Kane giunge al Teschio spaccato, una locanda nei pressi della Foresta Nera, in compagnia di un viaggiatore francese incontrato per caso lungo la strada, Gaston l'Armon. Vengono accolti dall'oste, un uomo arcigno dalla folta barba e dagli occhi rossi, che serve loro la cena e li conduce poi nella loro stanza. Non fidandosi del loro ospite, i due viaggiatori cercano una sbarra con cui bloccare la porta della camera, ma non trovandola si mettono ad ispezionare le altre, senza alcun risultato.
Arrivati all'ultima scoprono da diverse tracce che in passato qualcuno è morto al suo interno. Tirando una sbarra fissata al muro viene rivelata una stanza segreta al cui interno trovano lo scheletro di un uomo assassinato, incatenato per una gamba al pavimento. Il francese recide la catena per un suo macabro umorismo e, in risposta agli ammonimenti di Kane, afferma che se qualcuno lo uccidesse si vendicherebbe su di lui anche da morto. Il puritano chiude al porta segreta dietro di sè e si avvia pronto ad affrontare l'oste quando Gaston gli punta la pistola alla nuca intimandogli di non muoversi.
Disarmato, Kane riconosce finalmente l'identità del suo aggressore, Gaston il Macellaio, un fuorilegge che aveva incrociato anni prima a Calais. Gaston, intenzionato a impadronirsi dei soldi del puritano, si allontana verso il corridoio, tenendolo sempre sotto tiro, onde evitare che una volta fatto fuoco possa tentare un ultimo attacco e ucciderlo a sua volta. Giunto alla soglia Gaston viene colpito alla testa con una mannaia impugnata dal locandiere. Kane è nuovamente sotto tiro, stavolta di un uomo preda di una follia causata, come ha modo di apprendere, da anni di prigionia per una colpa mai commessa e che ora considera chiunque un nemico da uccidere.
Il locandiere sente uno scricchiolio provenire dall'interno della camera segreta. Sapendo che Kane e Gaston hanno trovato la stanza segreta gli racconta che quello scheletro apparteneva ad uno stregone russo che in punto di morte giurò che si sarebbe vendicato. Dopo aver riaperto la camera, l'oste gli spiega di averlo scorticato e incatenato al pavimento per evitare che potesse compiere la sua vendetta da morto. L'oste dice a Kane che lo avrebbe occultato insieme allo scheletro dello stregone, ma non fa in tempo a finire la frase che scompare all'interno della stanza segreta che, in seguito ad un colpo di vento, si richiude da sola.
Solomon Kane, recuperata la pistola al buio, sente un urlo soffocato provenire dall'interno della camera insieme ad uno scricchiolio di ossa. Riaccesa la candela, riapre il pannello segreto e al suo interno trova il cadavere del locandiere con le mani dello scheletro strette intorno al collo spezzato. Il puritano constata che due voti sono stati sciolti quella notte: quello di Gaston di vendicarsi del suo assassino anche da morto e quello dello stregone, il cui scheletro era stato liberato proprio dal francese.

## Critica
Andrea Gualchierotti definisce il racconto inquietante nella sua "concreta morbosità" con uno scenario degno di un "nerissimo romanzo gotico", trovando elementi in comune con un altro racconto di Howard, La mano destra del giudizio. Gualchierotti in questo contesto vede Solomon Kane "un baluardo di sanità psichica e intellettuale", in contrasto con la figura dell'oste retrocesso ad uno stato bestiale a causa delle sevizie ricevute, che nonostante i suoi incontri con il Male riesce a non oltrepassare i limiti grazie alla sua educazione religiosa; una inusuale concessione da parte di Howard alla pietas ottenibile all'interno della società, secondo il saggista.

## Fumetti
Il racconto è stato adattato a fumetti per la prima volta dalla Marvel Comics nel 1977 all'interno del magazine antologico Savage Sword of Conan mentre nel 2010, ad opera della Dark Horse Comics, è stato incluso nell'adattamento di un altro racconto, I neri cavalieri della morte.
| Data          | Edizione inglese                                         | TItolo              | Titolo italiano            | Sceneggiatura | Disegni           | Colori        | Copertina        | Prima edizione italiana                   | Data italiana |
| ------------- | -------------------------------------------------------- | ------------------- | -------------------------- | ------------- | ----------------- | ------------- | ---------------- | ----------------------------------------- | ------------- |
| Aprile 1977   | Savage Sword of Conan 18 (Marvel Comics)                 | Rattle of Bones     | Lo scricchiolio delle ossa | Roy Thomas    | Howard Chaykin    | Bianco e nero | Dan Adkins       | La Saga di Solomon Kane 1 (Panini Comics) | Ottobre 2017  |
| Febbraio 2010 | Solomon Kane: Death's Black Riders 2 (Dark Horse Comics) | The Rattle of Bones | n/a                        | Scott Allie   | Mario Guevara Sr. | Juan Ferreyra | Darick Robertson | Cosmo Serie verde 43 (Editoriale Cosmo)   | Marzo 2017    |

## Edizioni
- Rattle Bones, in Weird Tales vol. 13 n. 6, Popular Fiction Publishing Company, giugno 1929.
- Un rumore d'ossa, traduzione di Roberta Rambelli, ne Il Libro d'Oro della Fantascienza 2, Fanucci Editore, settembre 1979.